# Маркесан (Висконсин)
Маркесан (енгл. Markesan) град је у америчкој савезној држави Висконсин.

## Демографија
По попису из 2010. године број становника је 1.476, што је 80 (5,7%) становника више него 2000. године.
| Група             | 2000.         | 2010.         |
| Белци             | 1.346 (96,4%) | 1.362 (92,3%) |
| Афроамериканци    | 0 (0,0%)      | 4 (0,3%)      |
| Азијати           | 0 (0,0%)      | 0 (0,0%)      |
| Хиспаноамериканци | 44 (3,2%)     | 109 (7,4%)    |
| Укупно            | 1.396         | 1.476         |